# Унунений
Унуненият (на латински: Ununennium) е неоткрит химичен елемент в периодичната таблица, с временно обозначение Uue и атомен номер 119. Прогнозира се, че атомната му маса е 316 а.е.м.
Елемент 119 след неговия синтез ще бъде първият елемент в осмия период от Менделеевата таблица.
|  | Тази страница частично или изцяло представлява превод на страницата „Унуненний“ в Уикипедия на руски. Оригиналният текст, както и този превод, са защитени от Лиценза „Криейтив Комънс – Признание – Споделяне на споделеното“, а за съдържание, създадено преди юни 2009 година – от Лиценза за свободна документация на ГНУ. Прегледайте историята на редакциите на оригиналната страница, както и на преводната страница, за да видите списъка на съавторите. ВАЖНО: Този шаблон се отнася единствено до авторските права върху съдържанието на статията. Добавянето му не отменя изискването да се посочват конкретни източници на твърденията, които да бъдат благонадеждни. |